# Elezioni presidenziali in Argentina del marzo 1973
Le elezioni presidenziali in Argentina del 1973 si tennero l'11 marzo e venne eletto come presidente il peronista Héctor J. Cámpora come presidente e il conservatore Vicente Solano Lima come vicepresidente, candidati del Justizualista Frente Justicialista de Liberación (FREJULI). Furono organizzate dalla dittatura autodenominata «Revolución Argentina», in essere dal 1966 e capeggiata in quel momento dal generale Alejandro Agustín Lanusse. 
La dittatura desiderava un processo elettorale "controllato" dai militari, chiamato «Gran Acuerdo Nacional», rifiutato dalle tre principali forze politiche (peronismo, radicalismo e frondizismo), che desideravano "elzioni libere e senza condizioni". 
Fu definito un processo come richiesto dai partiti democratici riuniti in un accordo definito "La Hora del Pueblo", ma venne impedito con uno stratagemma formale che Juan Domingo Perón, che era esiliato da 18 anni, potesse candidarsi. Questa esclusione (aggiunta all'obbligo per il partito peronista di cambiare nome eliminando riferimenti al suo fondatore) ridusse la rappresentatività del presidente Cámpora e lo portò a rinunciare due mesi dopo per permettere il ritorno di Peron e lo svolgimento di nuovo elezione senza vincoli. 
La dittatura aveva realizzato realizato nel 1972 una riforma costituzionale che riformava il sistema elettorale stabilendo una elezione per voto diretto e maggioranza assoluta, al posto del sistema indiritto precedente (simile al sistema in uso negli stati Uniti d'America, prevedendo un eventuale ballottaggio tra tutti i candidati che avevano raggiunto il 15% dei voti, con la speranza che le forze avverse al peronismo finissero per collegarsi 
Venne ridotto anche la durata del mandato a 4 anni e si sincronizzarono tutti i mandati dell'esecutivo e del parlamento.
Cámpora ottenne al primo turno il 49,53% dei voti, mandando all'aria i piani dei militari e sfiorando l'elezione diretta. Ricardo Balbín, della Unión Cívica Radical, ottenne un deludente 21,29% mentre Francisco Manrique, candidato dei militari non raggiunse il 15% dei voti, fallendo il quorum per il ballottaggio. Ballottaggio che non si volse poiché Balbín annunciò la sua rinuncia e Cámpora venne proclamato presidente 

## Risultati
| Candidati            | Candidati                                   | Partiti                              | Voti       | %     |
| Presidente           | Vicepresidente                              | Partiti                              | Voti       | %     |
| -------------------- | ------------------------------------------- | ------------------------------------ | ---------- | ----- |
| Héctor José Cámpora  | Vicente Solano Lima                         | Fronte Giustizialista di Liberazione | 5 907 464  | 49,56 |
| Ricardo Balbín       | Eduardo Gamond                              | Unione Civica Radicale               | 2 537 605  | 21,29 |
| Francisco Manrique   | Rafael Martínez Raymonda                    | Partito Democratico Progressista     | 1 775 867  | 14,90 |
| Oscar Alende         | Horacio Sueldo                              | Alleanza Popolare Rivoluzionaria     | 885 201    | 7,43  |
| Ezequiel Martínez    | (Partito Intransigente - Partito Comunista) | Alleanza Repubblicana Federale       | 347 215    | 2,91  |
| Julio Chamizo        | Leopoldo Bravo                              | Nuova Forza                          | 234 188    | 1,96  |
| Américo Ghioldi      | Raúl Ondarts                                | Partito Socialista Democratico       | 109 068    | 0,92  |
| Juan Carlos Coral    | René Balestra                               | Partito Socialista dei Lavoratori    | 73 796     | 0,62  |
| Jorge Abelardo Ramos | Nora Ciapponi                               | Fronte di Sinistra Popolare          | 48 571     | 0,41  |
| Totale               | Totale                                      | Totale                               | 11 918 975 | 100   |